# Manuel Paranhos da Silva Veloso
Manuel Paranhos da Silva Veloso (Rio Pardo, 13 de outubro de 1803 — Rio de Janeiro, 11 de abril de 1859) foi um advogado e político brasileiro.
Filho de Manuel da Silva Paranhos e de Maria Gracinda Rosa Paranhos. Casou-se com Maria Carolina da Silva Paranhos, filha de João Pinto Monteiro Dias e Carolina Sérgio do Amaral, e meia-irmã da baronesa de Bujuru. Eles tiveram, conhecidamente, dois filhos:
Foi ouvidor em Desterro, em 1832.
Foi deputado à Assembleia Geral do Império pela província do Rio Grande do Sul na 6ª legislatura, de 1834 a 1837, deputado à Assembleia Legislativa Provincial de Santa Catarina na 1ª legislatura (1835 — 1837), na 2ª legislatura (1838 — 1839), na 3ª legislatura (1840 — 1841), e na 4ª legislatura (1842 — 1843).
Foi o primeiro chefe de polícia do Rio Grande do Sul, nomeado em 12 de abril de 1842. Exerceu o cargo de 18 de maio de 1842 a 11 de março de 1844.
Foi deputado à Assembleia Geral do Império pela província do Pará na 9ª legislatura, de 1845 a 1847.
Foi presidente da província do Pará, de 22 de maio de 1844 a 7 de fevereiro de 1845 e de 25 de outubro de 1845 a 4 de agosto de 1846. Ao tempo de seu falecimento, exercia o cargo de desembargador da Relação da Corte.
Recebeu a medalha de comendador da Imperial Ordem de Cristo, por decreto de 25 de março de 1845.
Seu falecimento se deu às 17h30min de 11 de abril de 1859, causado por hipertrofia cardíaca. Seu corpo foi sepultado no dia seguinte, no Cemitério São João Batista, Rio de Janeiro.
Residia à Rua da Carioca, n.º 52, onde hoje funciona uma agência dos Correios, no Rio de Janeiro.